# Jansen Panettiere
Jansen Panettiere (Palisades, 25 settembre 1994 – New York, 19 febbraio 2023) è stato un attore statunitense.

## Biografia
Figlio di Lesley Vogel e di Alan L. "Skip" Panettiere, nonché fratello minore dell'attrice Hayden Panettiere, Jansen intraprese la sua attività come attore nella prima parte degli anni 2000, ancora bambino.
Tra i lavori interpretati da Panettiere, vari film e telefilm; in varie occasioni, nel corso della sua carriera, fu affiancato da altri giovani attori di fama mondiale. Recitò con la sorella Hayden, con Frankie Muniz, Spencer Treat Clark, Taylor Boggan, Jake T. Austin, Moisés Arias. Panettiere ha conseguito una nomination agli Young Artist Awards nel 2008.
È morto a soli 28 anni, il 19 febbraio 2023, a causa di una malattia cardiaca.

## Filmografia

### Attore

#### Cinema
- The Babysitters (2007)
- The Secrets of Jonathan Sperry (2008)
- La partita perfetta (The Perfect Game), regia di William Dear (2009)
- The Forger, regia di Lawrence Roeck (2012)

#### Televisione
- Even Stevens - serie TV, episodio 3x15 (2002)
- Hope & Faith - serie TV, episodio 1x01 (2003)
- Squadra emergenza (Third Watch) - serie TV, episodio 5x07 (2003)
- Tiger Cruise - Missione crociera (Tiger Cruise), regia di Duwayne Dunham – film TV (2004)
- Tutti odiano Chris (Everybody Hates Chris) - serie TV, episodio 2x10 (2006)
- L'ultimo giorno d'estate (The Last Day of Summer), regia di Blaire Treu - film TV (2007)
- Major Crimes - serie TV, episodio 2x15 (2013)
- The Walking Dead - serie TV, episodio 9x15 (2019)

### Doppiatore
- Jacob Due Due (Jacob Two-Two) - serie animata, episodio 1x01 - voce di Noah (2001)
- Blue's Clues & You! - serie animata, 4 episodi - voce di Periwinkle (2004)
- The X's - serie animata, 15 episodi - voce di Truman X (2005-2006)

## Doppiatori italiani
Nelle versioni in italiano delle opere in cui ha recitato, Jansen Panettiere è stato doppiato da:
- Jacopo Bonanni in Hope & Faith,[3] Tiger Cruise - Missione crociera[4]
- Riccardo Suarez in La partita perfetta[5]